# Giulio Chierchini
Giulio Chierchini (Genova, 22 maggio 1928 – Genova, 18 agosto 2019) è stato un fumettista e animatore italiano; insieme a Giovan Battista Carpi, è stato uno dei più prolifici autori italiani della Disney specializzato nel genere delle parodie. Esordì sul periodico Topolino nel 1956, realizzando nel corso di 60 anni di carriera quasi 500 storie a fumetti, delle quali per un centinaio scrisse anche le sceneggiature.

## Biografia
Dopo essersi diplomato all'Istituto d'arte Duccio di Buoninsegna di Siena, dove, in tempo di guerra, la sua famiglia era sfollata, si dedicò dal 1946 alla carriera di animatore cinematografico dedicandosi alla realizzazione di cortometraggi.
Nel 1952 incomincia a dedicarsi ai fumetti realizzando proprie storie per la casa editrici Edizioni Alpe per la quale disegna le serie "Castorino", "Tik Corvo", "Dan Lepre" e poi per la Bianconi, per la quale disegna Volpetto, Nonna Abelarda e Geppo collaborando anche con Giovan Battista Carpi per poi passare alla Mondadori nello staff di autori per le serie a fumetti della Disney nel 1953 inizialmente come inchiostratore di Carpi per un paio d'anni, prima di esordire come disegnatore principale. Si dedica alle sceneggiature dal 1964. Dal 1966 al 1972 per l'editore tedesco Kauka Verlag. Lavora anche per altri editori come De Leo, Fasani, Lo Scolaro e anche per l’editore tedesco Kauka Verlag, per il quale realizza varie storie della serie Fix und Foxi.
A seguito del successo riscontrato dalle parodie Disney come L'inferno di Topolino (1949) e Paperino Don Chisciotte (1956) lo spinse a realizzarne anche lui esordendo nel filone con I promessi paperi (1976), seguita poi da Paperino nei panni di Tarzan (1979), Per un pugno di fagioli in più e Paperino... per qualche fagiolo in più (1986) e infine L'inferno di Paperino, quest'ultima realizzata con la tecnica con cui realizzava i cartoni animati e primo esempio delle sue storie dipinte. Ha inoltre ideato i personaggi di Anacleto Faina e di Little Gum.

## Riconoscimenti
- Il 26 maggio 2007 ha ritirato, a Reggio Emilia, durante una cerimonia, il premio dell'ANAFI, per il suo impegno e il prolifico lavoro in oltre 50 anni di carriera.[10]
- Nel 2009 gli viene assegnato il Premio Papersera alla carriera.[11]